# Bataillon de Tananarive
« 1er régiment mixte d'outre-mer » redirige ici. Pour les autres significations, voir 1er régiment.
Le bataillon de Tananarive est une unité des troupes coloniales françaises stationnée dans les années 1950 à Tananarive, aujourd'hui Antananarivo, capitale de la colonie de Madagascar. Il est créé en 1948 sous le nom de compagnie de garnison de Tananarive.

## Historique
En janvier 1948, la compagnie de commandement régimentaire du 1er régiment mixte de Madagascar forme la compagnie de garnison de Tananarive. En juillet 1956, elle devient bataillon de Tananarive après fusion avec une compagnie du bataillon de tirailleurs sénégalais no 1 de Madagascar. Vers la mi-1957, le bataillon de Tananarive devient 1er régiment mixte d'outre-mer. Celui-ci devient 29e régiment d'infanterie de marine le 1er décembre 1958.

## Insignes

### Compagnie de garnison de Tananarive
L'insigne présente une tête de zébu brochant sur l'ancre des troupes coloniales. Le zébu, animal typique de l'île, symbole le « travail patient, silencieux et effectif ».

### Bataillon de Tananarive
Description héraldique :

« Ecartelé au 1 et 4 d’or à une rencontre de buffle de sable accorné au naturel, au 2 et 3 d’azur à une fleur de lys d’or ; à une bordure du même chargée de l’inscription de sable TANANARIVE NY ARIVO LAHY TSY MATY INDRAY ANDRO, l’écu brochant sur l’ancre de la coloniale d’or, les bras chargés de l’inscription en relief Bataillon de Tananarive. »

L'écu est celui de la ville de Tananarive. La devise signifie « Tananarive où mille hommes ne meurent pas en un jour ».
Le 1er régiment mixte d'outre-mer n'a pas eu d'insigne.